# V като Вендета
V като Вендета (на английски: V for Vendetta) е британски графичен роман, написан от Алън Мур и илюстриран от Дейвид Лойд в сътрудничество с Тони Уеър.
Историята проследява главния герой, V, революционер анархист, носещ маска на Гай Фокс, докато започва сложна революционна кампания за убийството на бившите си похитители, свалянето на фашистката държава и убеждаването на хората да се откажат от фашизма в полза на анархията.

## Сюжет
След глобална ядрена война, Англия се управлява от Нордик Файър и се потапя в тоталитарен режим, който контролира населението чрез обичайните методи (полиция, пропаганда и др.) и други технологични методи (камери, микрофони и др.). Въпреки това, подривен „терорист“, който нарича себе си V и който се крие, носейки маска на Гай Фокс, не планира да позволи този режим да продължи още дълго. В началото на кампанията си V среща младата Иви, която става негов най-верен съюзник срещу организацията.

## Адаптации
- V като Вендета (2006), игрален филм, режисиран от Лана и Лили Уашовски, с участието на Хюго Уивинг и Натали Портман.

## В България
Поредицата е издадена в България през 2024 г. от Артлайн Студиос в еднотомно издание.